# Eurocup 2008-2009
L'Eurocup 2008-2009 si è svolta dal 14 ottobre 2008 al 5 aprile 2009. La formula prevedeva inizialmente due turni preliminari con andata e ritorno, successivamente una regular season dove le prime due classificate di ogni raggruppamento passavano al girone successivo (Last 16). Le prime due dei Last 16 andavano alla Final 8 di Torino, che si è svolta tra il 2 e il 5 aprile.
La vittoria finale è stata ad appannaggio dei lituani del Lietuvos Rytas sui russi del Chimki.

## Squadre partecipanti
| Paese           | Squadra | Squadre (posizione nel campionato nazionale) | Squadre (posizione nel campionato nazionale) | Squadre (posizione nel campionato nazionale) | Squadre (posizione nel campionato nazionale) | Squadre (posizione nel campionato nazionale) |
| --------------- | ------- | -------------------------------------------- | -------------------------------------------- | -------------------------------------------- | -------------------------------------------- | -------------------------------------------- |
| Russia          | 5       | Khimki (2)                                   | Dinamo Mosca (3)                             | Ural Great (4)                               | UNICS Kazan (5)                              | Zenit S. Pietroburgo (6)                     |
| Spagna          | 4       | Pamesa Valencia (6)                          | Iurbentia Bilbao (7)                         | Cajasol (8)                                  | Gran Canaria (9)                             |                                              |
| Francia         | 4       | Chorale Roanne (2)                           | ASVEL (3)                                    | Le Havre (5)                                 | Cholet (8)                                   |                                              |
| Grecia          | 3       | Maroussi (4)                                 | Aris Thessaloniki (5)                        | Panellinios (6)                              |                                              |                                              |
| Italia          | 2       | Fortitudo Bologna (8)                        | Benetton Treviso (10)                        |                                              |                                              |                                              |
| Serbia          | 3       | Hemofarm Vršac (2)                           | Stella Rossa Belgrado (3)                    | FMP Železnik (4)                             |                                              |                                              |
| Turchia         | 3       | Türk Telekom (2)                             | Beşiktaş (3)                                 | Galatasaray (4)                              |                                              |                                              |
| Germania        | 3       | Telekom Basket (2)                           | Artland Dragons (6)                          | Brose Baskets (7)                            |                                              |                                              |
| Lituania        | 2       | Lietuvos Rytas (2)                           | Šiauliai (3)                                 |                                              |                                              |                                              |
| Polonia         | 2       | Turów (2)                                    | Energa Czarni Slupsk (10)                    |                                              |                                              |                                              |
| Lettonia        | 2       | Barons LMT Riga (1)                          | ASK Riga (2)                                 |                                              |                                              |                                              |
| Israele         | 2       | Bnei HaSharon (3)                            | Hapoel Gerusalemme (6)                       |                                              |                                              |                                              |
| Ucraina         | 2       | Azovmash Mariupol (1)                        | BK Kiev (2)                                  |                                              |                                              |                                              |
| Belgio          | 2       | Spirou Charleroi (2)                         | Telindus Oostende (5)                        |                                              |                                              |                                              |
| Svizzera        | 1       | Benetton Fribourg (1)                        |                                              |                                              |                                              |                                              |
| Austria         | 1       | Swans Allianz (1)                            |                                              |                                              |                                              |                                              |
| Estonia         | 1       | Tartu Ülikool/Rock (1)                       |                                              |                                              |                                              |                                              |
| Montenegro      | 1       | Budućnost Podgorica (1)                      |                                              |                                              |                                              |                                              |
| Croazia         | 1       | Zadar (1)                                    |                                              |                                              |                                              |                                              |
| Bulgaria        | 1       | Lukoil Academic (1)                          |                                              |                                              |                                              |                                              |
| Repubblica Ceca | 1       | Nymburk (1)                                  |                                              |                                              |                                              |                                              |
| Paesi Bassi     | 1       | Amsterdam (1)                                |                                              |                                              |                                              |                                              |

## Turno preliminare

### Primo turno preliminare
Dal 14 al 21 ottobre
|  | Squadra 1            | Punt.   | Squadra 2      | 1ª gara | 2ª gara |
|  | -------------------- | ------- | -------------- | ------- | ------- |
|  | Šiauliai             | 136-167 | Galatasaray    | 73-73   | 63-94   |
|  | Amsterdam            | 133-146 | FMP Železnik   | 66-60   | 67-83   |
|  | Czarni Słupsk        | 136-151 | UNICS Kazan'   | 76-62   | 50-89   |
|  | Swans Gmunden        | 146-139 | Tartu Ülikooli | 86-64   | 60-75   |
|  | Panellīnios          | 154-124 | Telekom Bonn   | 69-54   | 85-70   |
|  | Zenit S. Pietroburgo | 146-159 | Ostenda        | 78-78   | 68-81   |
|  | ASK Rīga             | 142-137 | Cholet         | 69-62   | 73-75   |

### Secondo turno preliminare
Dal 4 all'11 novembre
|   | Squadra 1        | Punt.   | Squadra 2        | 1ª gara | 2ª gara |
| - | ---------------- | ------- | ---------------- | ------- | ------- |
| A | Galatasaray      | 147-176 | Budućnost        | 85-83   | 62-93   |
| B | FMP Železnik     | 138-118 | Ural Great Perm' | 69-61   | 69-57   |
| C | UNICS Kazan'     | 161-142 | H. Gerusalemme   | 88-66   | 73-76   |
| D | Swans Gmunden    | 163-178 | Stella Rossa     | 82-82   | 81-96   |
| E | Panellīnios      | 168-165 | B.K. Kiev        | 96-69   | 72-96   |
| F | Le Havre         | 172-168 | Ostenda          | 84-85   | 88-83   |
| G | Fribourg Olympic | 125-195 | Gran Canaria     | 64-92   | 61-103  |
| H | ASK Rīga         | 151-134 | Siviglia         | 83-69   | 68-65   |

## Regular season
La Regular Season è stata disputata dal 25 novembre 2008 al 13 gennaio 2009.

### Gruppo A
|    | Squadra  | P | V | P | PF  | PS  | P.ti |
| -- | -------- | - | - | - | --- | --- | ---- |
| 1. | Maroussi | 6 | 4 | 2 | 493 | 468 | 10   |
| 2. | Zara     | 6 | 4 | 2 | 505 | 480 | 10   |
| 3. | ASK Rīga | 6 | 3 | 3 | 496 | 478 | 9    |
| 4. | Roanne   | 6 | 1 | 5 | 430 | 498 | 7    |

### Gruppo B
|    | Squadra        | P | V | P | PF  | PS  | P.ti |
| -- | -------------- | - | - | - | --- | --- | ---- |
| 1. | UNICS Kazan'   | 6 | 6 | 0 | 488 | 435 | 12   |
| 2. | Dinamo Mosca   | 6 | 4 | 2 | 490 | 442 | 10   |
| 3. | Barons Rīga    | 6 | 1 | 5 | 443 | 489 | 7    |
| 4. | Akademik Sofia | 6 | 1 | 5 | 454 | 509 | 7    |

### Gruppo C

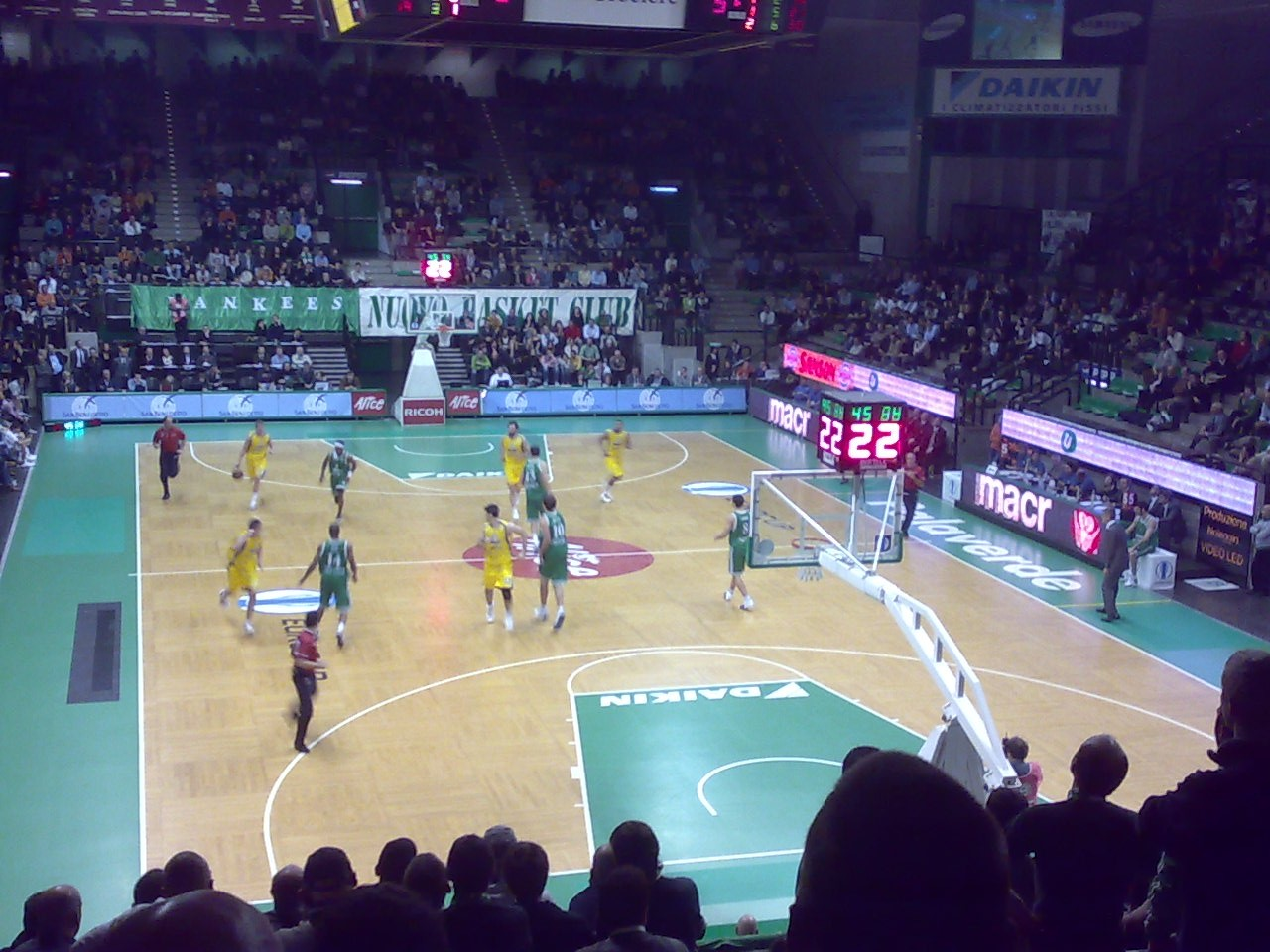
Benetton-Khimki

|    | Squadra       | P | V | P | PF  | PS  | P.ti |
| -- | ------------- | - | - | - | --- | --- | ---- |
| 1. | Chimki        | 6 | 5 | 1 | 459 | 400 | 11   |
| 2. | Pall. Treviso | 6 | 4 | 2 | 478 | 443 | 10   |
| 3. | Beşiktaş      | 6 | 3 | 3 | 459 | 471 | 9    |
| 4. | Le Havre      | 6 | 0 | 6 | 413 | 495 | 6    |

### Gruppo D
|    | Squadra        | P | V | P | PF  | PS  | P.ti |
| -- | -------------- | - | - | - | --- | --- | ---- |
| 1. | Türk Telekom   | 6 | 4 | 2 | 393 | 344 | 10   |
| 2. | Panellīnios    | 6 | 3 | 3 | 452 | 435 | 9    |
| 3. | Aris Salonicco | 6 | 3 | 3 | 457 | 459 | 9    |
| 4. | Bnei HaSharon  | 6 | 2 | 4 | 362 | 426 | 8    |

### Gruppo E
|    | Squadra         | P | V | P | PF  | PS  | P.ti |
| -- | --------------- | - | - | - | --- | --- | ---- |
| 1. | Azov. Mariupol' | 6 | 4 | 2 | 484 | 472 | 10   |
| 2. | Lietuvos rytas  | 6 | 3 | 3 | 491 | 465 | 9    |
| 3. | ASVEL           | 6 | 3 | 3 | 475 | 514 | 9    |
| 4. | Gran Canaria    | 6 | 2 | 4 | 481 | 480 | 8    |

### Gruppo F
|    | Squadra          | P | V | P | PF  | PS  | P.ti |
| -- | ---------------- | - | - | - | --- | --- | ---- |
| 1. | Spirou Charleroi | 6 | 5 | 1 | 485 | 415 | 11   |
| 2. | Stella Rossa     | 6 | 5 | 1 | 490 | 425 | 11   |
| 3. | Turów Zgorzelec  | 6 | 2 | 4 | 411 | 453 | 8    |
| 4. | Bamberger        | 6 | 0 | 6 | 340 | 433 | 6    |

### Gruppo G
|    | Squadra           | P | V | P | PF  | PS  | P.ti |
| -- | ----------------- | - | - | - | --- | --- | ---- |
| 1. | Valencia          | 6 | 6 | 0 | 497 | 414 | 12   |
| 2. | Artland Dragons   | 6 | 3 | 3 | 464 | 495 | 9    |
| 3. | Fortitudo Bologna | 6 | 2 | 4 | 470 | 457 | 8    |
| 4. | FMP Železnik      | 6 | 1 | 5 | 398 | 463 | 7    |

### Gruppo H
|    | Squadra        | P | V | P | PF  | PS  | P.ti |
| -- | -------------- | - | - | - | --- | --- | ---- |
| 1. | Bilbao Berri   | 6 | 6 | 0 | 481 | 411 | 12   |
| 2. | Hemofarm Vršac | 6 | 3 | 3 | 441 | 469 | 9    |
| 3. | ČEZ Nymburk    | 6 | 2 | 4 | 446 | 482 | 8    |
| 4. | Budućnost      | 6 | 1 | 5 | 419 | 425 | 7    |

## Last 16
Dal 27 gennaio al 10 marzo.

### Gruppo I
|    | Squadra               | P | V | P | PF  | PS  | Diff |
| -- | --------------------- | - | - | - | --- | --- | ---- |
| 1. | Dynamo Moscow         | 5 | 5 | 0 | 419 | 374 | +45  |
| 2. | Khimki Moscow Region  | 5 | 3 | 2 | 411 | 384 | +27  |
| 3. | Maroussi Costa Coffee | 5 | 2 | 3 | 360 | 385 | −25  |
| 4. | Panellinios           | 5 | 0 | 5 | 382 | 429 | −47  |

### Gruppo J
|    | Squadra      | P | V | P | PF  | PS  | Diff |
| -- | ------------ | - | - | - | --- | --- | ---- |
| 1. | Benetton     | 5 | 4 | 1 | 399 | 377 | +22  |
| 2. | Zadar        | 5 | 3 | 2 | 416 | 419 | −3   |
| 3. | UNICS Kazan  | 5 | 2 | 3 | 379 | 348 | +31  |
| 4. | Türk Telekom | 5 | 1 | 4 | 386 | 436 | −50  |

| Villorba 27 gennaio 2009, ore 20:45             | Benetton Basket | 68 – 66 (30-30) referto | UNICS Kazan | PalaVerde |
| \| \| \| \| \| Neal 13 \| Punti \| 18 Lončar \| |                 |                         |             |           |
|                                                 |                 |                         |             |           |
| Neal 13                                         | Punti           | 18 Lončar               |             |           |

| 3 febbraio 2009                                   | Zadar | 76 – 84 (39-51) referto | Benetton Basket | Sport Centar Visnjic "Kresimir Cosic" (3.500 spett.) |
| \| \| \| \| \| Gečevski 24 \| Punti \| 23 Neal \| |       |                         |                 |                                                      |
|                                                   |       |                         |                 |                                                      |
| Gečevski 24                                       | Punti | 23 Neal                 |                 |                                                      |

| 10 febbraio 2009, ore 18:30                     | Turk Telekom | 67 – 99 (31-44) referto | Benetton Basket | Ataturk spor salonu |
| \| \| \| \| \| Wright 15 \| Punti \| 23 Neal \| |              |                         |                 |                     |
|                                                 |              |                         |                 |                     |
| Wright 15                                       | Punti        | 23 Neal                 |                 |                     |

| Villorba 24 febbraio 2009, ore 20:45            | Benetton Basket | 89 – 87 (43-43) referto | Turk Telekom | PalaVerde (2.632 spett.) |
| \| \| \| \| \| Neal 17 \| Punti \| 20 Wright \| |                 |                         |              |                          |
|                                                 |                 |                         |              |                          |
| Neal 17                                         | Punti           | 20 Wright               |              |                          |

| 3 marzo 2009, ore 17:00                             | Unics | 81 – 59 (42-35) referto | Benetton Basket | Basket-Hall (2.000 spett.) |
| \| \| \| \| \| Verameenka 18 \| Punti \| 22 Neal \| |       |                         |                 |                            |
|                                                     |       |                         |                 |                            |
| Verameenka 18                                       | Punti | 22 Neal                 |                 |                            |

| Villorba 10 marzo 2009, ore 20:00              | Benetton Basket | 94 – 81 (49-31) referto | Zadar | PalaVerde (2.432 spett.) |
| \| \| \| \| \| Neal 24 \| Punti \| 26 Perić \| |                 |                         |       |                          |
|                                                |                 |                         |       |                          |
| Neal 24                                        | Punti           | 26 Perić                |       |                          |

### Gruppo K
|    | Squadra               | P | V | P | PF  | PS  | Diff |
| -- | --------------------- | - | - | - | --- | --- | ---- |
| 1. | Pamesa Valencia       | 5 | 4 | 1 | 388 | 370 | +18  |
| 2. | Hemofarm Vršac        | 5 | 3 | 2 | 394 | 366 | +28  |
| 3. | Azovmash              | 5 | 2 | 3 | 382 | 385 | −3   |
| 4. | Stella Rossa Belgrado | 5 | 1 | 4 | 365 | 408 | −43  |

### Gruppo L
|    | Squadra          | P | V | P | PF  | PS  | Diff |
| -- | ---------------- | - | - | - | --- | --- | ---- |
| 1. | Lietuvos Rytas   | 5 | 4 | 1 | 408 | 339 | +69  |
| 2. | Iurbentia Bilbao | 5 | 3 | 2 | 382 | 356 | +26  |
| 3. | Spirou Basket    | 5 | 2 | 3 | 365 | 394 | −29  |
| 4. | Artland Dragons  | 5 | 1 | 4 | 362 | 428 | −66  |

## Final Eight
Dal 2 al 5 aprile al Palasport Olimpico di Torino.
|  | Quarti di finale | Quarti di finale | Quarti di finale |                  |                | Semifinali     | Semifinali | Semifinali |  |  | Finale | Finale | Finale |  |
|  |                  |                  |                  |                  |                |                |            |            |  |  |        |        |        |  |
|  | Dinamo Mosca     | Dinamo Mosca     | 85               |                  |                |                |            |            |  |  |        |        |        |  |
|  | Dinamo Mosca     | Dinamo Mosca     | 85               |                  |                |                |            |            |  |  |        |        |        |  |
|  | Hemofarm Vršac   | Hemofarm Vršac   | 93               |                  |                |                |            |            |  |  |        |        |        |  |
|  | Hemofarm Vršac   | Hemofarm Vršac   | 93               |                  | Hemofarm Vršac | Hemofarm Vršac | 68         |            |  |  |        |        |        |  |
|  |                  |                  |                  |                  | Hemofarm Vršac | Hemofarm Vršac | 68         |            |  |  |        |        |        |  |
|  |                  |                  | Lietuvos Rytas   | Lietuvos Rytas   | 73             |                |            |            |  |  |        |        |        |  |
|  | Benetton Treviso | Benetton Treviso | Lietuvos Rytas   | Lietuvos Rytas   | 73             | 79             |            |            |  |  |        |        |        |  |
|  | Benetton Treviso | Benetton Treviso |                  |                  |                |                |            |            |  |  |        |        |        |  |
|  | Lietuvos Rytas   | Lietuvos Rytas   | 85               |                  |                |                |            |            |  |  |        |        |        |  |
|  | Lietuvos Rytas   | Lietuvos Rytas   | 85               |                  | Lietuvos Rytas | Lietuvos Rytas | 80         |            |  |  |        |        |        |  |
|  |                  |                  |                  |                  |                |                |            |            |  |  |        |        |        |  |
|  |                  |                  | Khimki           | Khimki           | 74             |                |            |            |  |  |        |        |        |  |
|  | Pamesa Valencia  | Pamesa Valencia  | Khimki           | Khimki           | 74             | 75             |            |            |  |  |        |        |        |  |
|  | Pamesa Valencia  | Pamesa Valencia  |                  |                  |                |                |            |            |  |  |        |        |        |  |
|  | Khimki           | Khimki           | 76               |                  |                |                |            |            |  |  |        |        |        |  |
|  | Khimki           | Khimki           | 76               |                  | Khimki         | Khimki         | 79         |            |  |  |        |        |        |  |
|  |                  |                  |                  |                  | Khimki         | Khimki         | 79         |            |  |  |        |        |        |  |
|  |                  |                  | Iurbentia Bilbao | Iurbentia Bilbao | 73             |                |            |            |  |  |        |        |        |  |
|  | Iurbentia Bilbao | Iurbentia Bilbao | Iurbentia Bilbao | Iurbentia Bilbao | 73             | 76             |            |            |  |  |        |        |        |  |
|  | Iurbentia Bilbao | Iurbentia Bilbao |                  |                  |                |                |            |            |  |  |        |        |        |  |
|  | KK Zadar         | KK Zadar         | 67               |                  |                |                |            |            |  |  |        |        |        |  |

### Quarti
| Arbitri: | Grzegorz Ziemblicki Antonio Conde Robert Vykllicky |

|                  |       |             |
| Chase, Hansen 19 | Punti | 16 Krstović |

| Arbitri: | José Martin Spiros Gontas Oļegs Latiševs |

|         |       |           |
| Neal 18 | Punti | 23 Eidson |

| Arbitri: | Romualdas Brazauskas Roberto Chiari Saša Maričić |

|           |       |              |
| Oliver 18 | Punti | 15 Wilkinson |

| Arbitri: | Guerrino Cerebuch David Chambon Panagiotis Anastopoulos |

|          |       |          |
| Blūms 21 | Punti | 17 Perić |

### Semifinali
| Arbitri: | José Martin Roberto Chiari |

|               |       |                |
| Joksimovič 24 | Punti | 23 Petravičius |

| Arbitro: | Romualdas Brazauskas |

|            |       |           |
| Delfino 18 | Punti | 21 Recker |

### Finale
| Arbitri: | José Martin Spiros Gontas Saša Maričić |

|                |       |            |
| Petravičius 20 | Punti | 20 McCarty |

| Eurocup 2008-2009        |
| ------------------------ |
| Lietuvos Rytas 2º titolo |

## Statistiche individuali

### Punti
| #  | Nome      | Squadra          | Partite | Punti | PPP   |
| -- | --------- | ---------------- | ------- | ----- | ----- |
| 1. | Gary Neal | Benetton Treviso | 12      | 209   | 17.42 |

### Rimbalzi
| #  | Nome         | Squadra          | Partite | Rimbalzi | RPP  |
| -- | ------------ | ---------------- | ------- | -------- | ---- |
| 1. | C.J. Wallace | Benetton Treviso | 12      | 89       | 7.42 |

### Assist
| #  | Nome         | Squadra        | Partite | Assist | APP  |
| -- | ------------ | -------------- | ------- | ------ | ---- |
| 1. | Chuck Eidson | Lietuvos Rytas | 12      | 64     | 5.33 |

## Premi

### Eurocup MVP
- Chuck Eidson (  Lietuvos Rytas )

### Eurocup Finals MVP
- Marijonas Petravičius (  Lietuvos Rytas )

### All-Eurocup Primo Team 2008-2009
- Chuck Eidson (  Lietuvos Rytas )
- Kelly McCarty (  Chimki BC )
- Boštjan Nachbar (  Dinamo Mosca )
- Todor Gečevski (  Zadar )
- Marko Banić (  Iurbentia Bilbao )

### All-Eurocup Secondo Team 2008-2009
- Khalid El-Amin (  Azovmash Mariupol )
- Gary Neal (  Benetton Treviso )
- Travis Hansen (  Dinamo Mosca )
- Matt Nielsen (  Pamesa Valencia )
- Sandro Nicević (  Benetton Treviso )

### Eurocup Rising Star
- Milan Mačvan (  Hemofarm Vršac )

### Eurocup Coach of the Year
- Oktay Mahmuti (  Benetton Treviso )

## Squadra vincitrice
| N° | Naz.                   | Ruolo | Sportivo              |  | Alt. |  |
| -- | ---------------------- | ----- | --------------------- |  | ---- |  |
| 4  | Lituania (bandiera)    | AP    | Simas Buterlevičius   |  | 200  |  |
| 5  | Lituania (bandiera)    | AP    | Steponas Babrauskas   |  | 197  |  |
| 7  | Lituania (bandiera)    | C     | Tautvydas Šležas      |  | 206  |  |
| 8  | Lituania (bandiera)    | G     | Mindaugas Lukauskis   |  | 196  |  |
| 9  | Lituania (bandiera)    | P     | Marius Prekevičius    |  | 195  |  |
| 11 | Serbia (bandiera)      | AG    | Milko Bjelica         |  | 207  |  |
| 12 | Lituania (bandiera)    | C     | Michailas Anisimovas  |  | 216  |  |
| 13 | Stati Uniti (bandiera) | G     | Chuck Eidson          |  | 201  |  |
| 14 | Lituania (bandiera)    | AG    | Donatas Zavackas      |  | 203  |  |
| 15 | Lituania (bandiera)    | C     | Marijonas Petravičius |  | 206  |  |
| 21 | Lituania (bandiera)    | AP    | Artūras Jomantas      |  | 200  |  |
| 22 | Lituania (bandiera)    | AG    | Justas Sinica         |  | 203  |  |
| 31 | Lituania (bandiera)    | G     | Martynas Gecevičius   |  | 193  |  |
| 41 | Lituania (bandiera)    | AP    | Lukas Brazdauskis     |  | 203  |  |
|    | Lituania (bandiera)    | All.  | Rimas Kurtinaitis     |  |      |  |